# Dejrø
Dejrø (ærøsk dialekt Døjr) er en 0,2 kvadratkilometer stor ø  mellem Urehoved og Ommelshoved i Nevrebugten ved Ærøskøbing. Den sydlige del af øen er forholdsvis lav med et rev, den midterste del er flad, mod nord og øst rejser øen sig til en højde af seks meter. På midten af øen findes et ferskvandshul. Øen er dækket af græs og med tjørnebuske som højeste vegetation. Der er ingen adgang i yngleperioden fra 1. marts til 15. juli. Udenfor yngleperioden drives der jagt. Øen benyttes i nutiden til sommergræsning for ungkreaturer. Fra Ærøskøbing bringer og henter kreaturbåden Yrsa ca. 20 kvier hvert forår og efterår.

## Historie
Øen er opstået, efter at to morænekerner fra stenalderen fra holocæn blev forbundet.
Dejrø har en markant række af tjørnebuske, som i folkemunde kaldes "pesttjørne". Man formoder, at de er plantet efter den sorte død i 1300-tallet. Måske har man nedgravet pestramte kreaturer her.
Dejrø tilhørte tidligere hertug Hans den Yngre af Sønderborgs søn, hertug Christian, der opdrættede kaniner på øen. For at sikre sin kone Cathrine Griebel og datterens fremtid testamenterede han i 1629 et hus i Ærøskøbing og øen Dejrø til dem. Cathrine Griebel blev senere gift med købmand Peter Pilegård, hvis familie ejede øen, indtil kong Frederik 5. fik øen med, da han købte den ene halvdel af Ærø i 1750.
Øen, der altid har været ubeboet, var fra 1769 ejet af 26 parthavere og var siden gammel tid benyttet til sommergræsning for ungkreaturer og får. Fårene blev sejlet over i pramme, mens kvæget svømmede, trukket efter en båd.
I 1884 stiftedes interessantskabet Dejrø. Tidligere havde hver ejer stået for sin egen del, og en opsynsmand blev betalt af hver enkelt ejer. Midt på øen havde jorden været oversvømmet, og der var desuden overgroet med tornebuske. Dette var opgaver, der bedst kunne løses i fællesskab. Interessentskabet blev stiftet, og der blev valgt en formand. I 1884 var der 26 ejere af Dejrø, med forskellige størrelser anparter. Foreningen  afholder strandsyn, vedligeholder bådebroen, administrerer jagten og lønner en opsynsmand. 
Anparterne går oftest i arv eller overdrages som gaver. I sjældne tilfælde udbydes de til salg; en andel på 1/160 af øen blev således udbudt til salg i 2024.
Før i tiden har der som på Birkholm været fangst af harer i stedet for almindelig jagt. Omkring år 2.000 var øens bestand af harer næsten udryddet af højvande. Efter en dispensation fra Miljøministeriet blev der i november 2002 sejlet 20 nyfangede harer fra Lyø til Dejrø. Fra 2005 kunne der igen kunne afholdes jagt på Dejrø.

## Fugle
Der er en ternekoloni med ca. 125 par, en mågekoloni med ca. 350 par og mange ynglende vadefugle. Øen benyttes endvidere om foråret som fouragerings- og rasteplads af ca. 1.000 mørkbugede knortegæs.
Den bynære beliggenhed medfører meget færdsel, der kan være en trussel, specielt for ternekolonierne, og der har siden 2007 været adgangsforbud fra 1. marts til 15. juli. 